# Zseraldin
A Zseraldin a Gerold férfinév francia alakjának női párja.

## Rokon nevek
- Zseraldina:[1] a Zseraldin továbbképzése.[2]
- Zseráldin:[1] a Zseraldin alakváltozata.

## Gyakorisága
Az 1990-es években a Zseraldin és a Zseraldina szórványos név, a 2000-es években nem szerepelnek a 100 leggyakoribb női név között.

## Névnapok
Zseraldin, Zseraldina
- április 19.

## Híres Zseraldinok, Zseraldinák, Zseráldinok
- Apponyi Géraldine albán királyné
- Geraldine Chaplin amerikai színésznő, Charlie Chaplin lánya
- Geri Halliwell angol énekesnő
- Geraldine Somerville angol színésznő